# Superkolonie bei Ameisen
Superkolonien von Ameisen (Formicidae) bestehen aus dem Zusammenschluss einzelner artgleicher Kolonien mit klarer verwandtschaftlicher Abgrenzung: Im Normalfall bekämpfen sich fremde Ameisenkolonien, um die Investitionen in Fortbestand und Nachwuchs der eigenen Kolonie nicht für fremde Kolonien zugänglich zu machen. Dabei erscheint es bis zu einem gewissen Grad als erstrebenswert, die Kosten eines aggressiven Verhaltens in Kauf zu nehmen. Diese Kosten ergeben sich unter anderem aus dem Verlust von Arbeiterinnen in Kämpfen zwischen koloniefremden Individuen. Teilweise werden auch kolonieeigene Individuen als -fremde erkannt und getötet. Der hohe Investitionsbedarf in Aggression ist vermutlich der entscheidende Faktor, der zum Zusammenschluss von Ameisenkolonien führt, denn ein Aggressionsverlust kann so mit einem Fitnessgewinn gegenüber anderen Arten einhergehen.
In der Superkolonie gehen die genetischen Eigenheiten der ursprünglich fremden Kolonien verloren – was im Normalfall zu verhindern versucht wird. Wie und wann genau eine Ameisenkolonie von aggressiv auf friedlich „umschaltet“, ist ein Schwerpunkt von Untersuchungen an eusozialen Hymenopteren. Die Fragen sind noch nicht abschließend geklärt. Problematisch sind die anthropogenen Verschleppungen von Arten, die Superkolonien bilden können wie z. B. 2024 die zum taxonomischen Komplex Tapinoma nigerrimum gehörende Große Drüsenameise (Tapinoma magnum) aus dem Mittelmeer-Raum im südwestdeutschen Kehl. Diese können sich sehr schnell zu ökologischen Plagen im neuen Siedlungsraum entwickeln; in Kehl z. B. sorgten sie für Strom- und Internet-Ausfälle.
Forschung, unter welchen Umweltbedingungen die Ameisen von aggressiv auf friedlich umschalten, könnte der entscheidende Schritt zu deren Bekämpfung sein.
Es gibt zumindest eine Art – Lasius austriacus in Niederösterreich –, die zwar kein aggressives Verhalten innerhalb der eigenen Art zeigt und daher auch durchmischt mit anderen artgleichen Kolonien leben kann, aber trotzdem innerhalb der Kolonien hohe verwandtschaftliche Unterschiede aufrechterhält. Per definitionem bildet diese Art daher keine Superkolonien, sie ist für die Erforschung des Aggressionsverlustes aber von herausragender Bedeutung.
Aufgrund des Gründereffekts erstreckte sich 2007 die größte bekannte Superkolonie der Argentinischen Ameisen über 6000 km von Galicien bis Italien: Nur sehr wenige Individuen wurden als Neozoen verschleppt, damit auch nur wenig genetische Vielfalt – davon sind auch Gene betroffen, die bei der Produktion von „kutikularen Kohlenwasserstoffen“ mitwirken. Anhand dieser chemischen Signatur erkennen Ameisen Mitglieder ihrer eigenen Kolonie und können sie von anderen Kolonien unterscheiden. Da sich aber aus anfänglich nur wenigen Individuen eine ganze Population bildet, besitzt die gesamte Population ähnliche Anlagen für die Erkennung von Koloniemitgliedern – sie sind untereinander nicht mehr aggressiv; die einzelnen Bauten stehen in ständigem Kontakt untereinander und agieren gemeinsam.